# Blattberg
Der Blattberg ist ein 551 Meter hoher Berg im Pfälzerwald und stellt einen südöstlichen Ausläufer des Schindhübels dar.

## Geographie
Er erhebt sich 2,8 km südwestlich von Iggelbach, einem Ortsteil von Elmstein.  An seiner Nordostflanke entspringt der Blattbach, die Südflanke wird vom Miedersbach umflossen. Der Berg befindet sich komplett auf der Gemarkung der Gemeinde Elmstein.

## Karten
- Topographische Karte 1:50.000, herausgegeben vom Landesvermessungsamt Rheinland-Pfalz 1993
- Blattberg im Landschaftsinformationssystem der Naturschutzverwaltung Rheinland-Pfalz